# Криворізький район
Криворізький район (Криворіжжя) — район у Дніпропетровській області України, утворений 2020 року. Адміністративний центр — місто Кривий Ріг.

## Історія
Район утворено 17 липня 2020 року відповідно до постанови Верховної Ради України № 807-IX від 17 липня 2020 року «Про утворення та ліквідацію районів» за рахунок колишніх Криворізького, Софіївського, Широківського та Апостолівського районів, ліквідованих цією ж постановою під час реалізації адміністративно-територіальної реформи.

### Російсько-українська війна
20 липня 2022 року росіяни з танка обстріляли комбайни, що збирали хліб біля села Кошове.

## Громади району
До складу району увійшли такі територіальні громади: 
- міські:
  - Апостолівська
  - Криворізька
  - Зеленодольська
- селищні:
  - Софіївська
  - Широківська
- сільські:
  - Вакулівська
  - Глеюватська
  - Гречаноподівська
  - Грушівська
  - Девладівська
  - Карпівська
  - Лозуватська
  - Нивотрудівська
  - Новолатівська
  - Новопільська.